# Shaggy/Auszeichnungen für Musikverkäufe

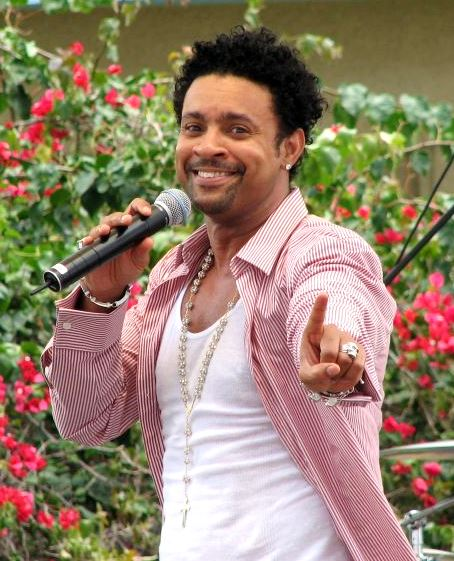
Shaggy (2006)

Dies ist eine Übersicht über die Auszeichnungen für Musikverkäufe des jamaikanischen Reggae-Pop-Musikers Shaggy. Die Auszeichnungen finden sich nach ihrer Art (Gold, Platin usw.), nach Staaten getrennt in chronologischer Reihenfolge, geordnet sowie nach den Tonträgern selbst, ebenfalls in chronologischer Reihenfolge, getrennt nach Medium (Alben, Singles usw.), wieder.

## Auszeichnungen
| - Frankreich - 1995: für die Single Boombastic - 2001: für die Single Angel - Vereinigtes Königreich - 1996: für das Album Boombastic - 2002: für die Single Me Julie - 2002: für das Album Mr. Lover Lover – The Best of Shaggy … Part 1 - 2019: für die Single In the Summertime - 2021: für die Single I Need Your Love - Australien - 1993: für die Single Oh Carolina - 1996: für die Single That Girl - 2001: für die Single Luv Me, Luv Me - 2002: für die Single Me Julie - Belgien - 2001: für das Album Hot Shot - 2002: für die Single Hey Sexy Lady - 2017: für die Autorenbeteiligung Strip That Down (Liam Payne) - 2020: für die Single Banana - Brasilien - 1997: für das Album Boombastic - Dänemark - 2001: für das Album Hot Shot - 2024: für die Single Angel (Digital) - Deutschland - 1993: für die Single Oh Carolina - 1995: für die Single Boombastic - Frankreich - 2001: für das Album Hot Shot - 2017: für die Autorenbeteiligung Strip That Down (Liam Payne) - 2019: für das Album 44/876 - 2020: für die Single Banana - 2025: für die Single Go Down Deh - Italien - 2019: für die Single Lumbra - 2019: für die Single It Wasn’t Me - 2021: für die Single Banana - Kanada - 1997: für das Album Boombastic - 2003: für die Single Strength of a Woman - 2016: für die Single I Need Your Love - Mexiko - 2001: für das Album Hot Shot - Neuseeland - 1993: für die Single Oh Carolina - 1994: für die Single Soon Be Done - 1995: für die Single In the Summertime - 1997: für die Single Piece of My Heart - 2023: für die Single Hey Sexy Lady - Niederlande - 2020: für die Single Banana - Norwegen - 2002: für das Album Hot Shot - 2020: für die Single Banana - Österreich - 1996: für die Single Boombastic - 2001: für das Album Hot Shot - 2001: für die Single It Wasn’t Me - Polen - 2018: für das Album 44/876 - 2021: für die Single Banana - 2024: für die Single I’m Not Rich - Schweden - 1996: für das Album Boombastic - 2001: für das Album Hot Shot - 2021: für die Single Banana - Schweiz - 2001: für die Single It Wasn’t Me - 2017: für die Single Don’t You Need Somebody - Spanien - 2001: für das Album Hot Shot - 2015: für die Single I Need Your Love - 2020: für die Single Banana - Vereinigte Staaten - 2002: für das Album Lucky Day - 2016: für die Single I Need Your Love - 2019: für die Single Tu Pum Pum (Latin) - 2021: für die Single Bailame (Latin) - Vereinigtes Königreich - 1993: für die Single Oh Carolina - 2022: für das Album Best of Shaggy: The Boombastic Collection | - Australien - 1996: für die Single Boombastic - 2003: für die Single Hey Sexy Lady - Belgien - 2001: für die Single It Wasn’t Me - 2001: für die Single Angel - Dänemark - 2001: für die Single It Wasn’t Me (2001) - 2001: für die Single Angel (Physisch) - 2018: für die Autorenbeteiligung Strip That Down (Liam Payne) - 2023: für die Single It Wasn’t Me (2023) - Deutschland - 2017: für die Autorenbeteiligung Strip That Down (Liam Payne) - 2023: für das Album Hot Shot - 2024: für die Single It Wasn’t Me - 2025: für die Single Angel - Frankreich - 2001: für die Single It Wasn’t Me - Italien - 2017: für die Autorenbeteiligung Strip That Down (Liam Payne) - Kanada - 2003: für das Album Lucky Day - 2003: für die Single Hey Sexy Lady - 2020: für die Single Banana - 2024: für die Single Go Down Deh - Mexiko - 2022: für die Single Sunset - Neuseeland - 1996: für das Album Boombastic - 1996: für die Single Boombastic - 1996: für die Single That Girl - 2017: für die Autorenbeteiligung Strip That Down (Liam Payne) - Niederlande - 2001: für die Single It Wasn’t Me - 2002: für das Album Hot Shot - 2002: für die Single Angel - Norwegen - 1996: für die Single Boombastic - 2001: für die Single It Wasn’t Me - 2001: für die Single Angel - Österreich - 2001: für die Single Angel - 2020: für die Single Fly High - Polen - 2022: für die Single Early in the Morning - 2024: für die Single Go Down Deh - Portugal - 2022: für die Autorenbeteiligung Strip That Down - Schweiz - 2001: für das Album Hot Shot - 2001: für die Single Angel - Schweden - 2001: für die Single It Wasn’t Me - 2017: für die Autorenbeteiligung Strip That Down (Liam Payne) - Vereinigte Staaten - 1995: für die Single Boombastic - 1996: für das Album Boombastic - 2019: für die Single Lumbra (Latin) - Vereinigtes Königreich - 2016: für die Single Boombastic - 2024: für die Single Angel | - Brasilien - 2018: für die Autorenbeteiligung Strip That Down (Liam Payne) - 2021: für die Single Banana - Europa - 2001: für das Album Hot Shot - Irland - 2017: für die Autorenbeteiligung Strip That Down - Schweden - 2001: für die Single Angel - Vereinigtes Königreich - 2020: für die Autorenbeteiligung Strip That Down (Liam Payne) - Australien - 2001: für das Album Hot Shot - 2001: für die Single Angel - 2001: für die Single It Wasn’t Me - Neuseeland - 2024: für die Single Angel - Schweden - 2017: für die Single Don’t You Need Somebody - Spanien - 2017: für die Single Lumbra - Vereinigte Staaten - 2018: für die Autorenbeteiligung Strip That Down (Liam Payne) - Vereinigtes Königreich - 2001: für das Album Hot Shot - Neuseeland - 2001: für das Album Hot Shot - Vereinigte Staaten - 2017: für die Single Sunset (Latin) - Vereinigtes Königreich - 2023: für die Single It Wasn’t Me - Australien - 2018: für die Autorenbeteiligung Strip That Down (Liam Payne) - Neuseeland - 2025: für die Single It Wasn’t Me - Vereinigte Staaten - 2001: für das Album Hot Shot - Kanada - 2001: für das Album Hot Shot - 2023: für die Autorenbeteiligung Strip That Down (Liam Payne) |

## Auszeichnungen nach Alben

### Boombastic
| Land/Region                  | Auszeichnungen für Musikverkäufe (Land/Region, Auszeichnung, Verkäufe) | Verkäufe  |
| ---------------------------- | ---------------------------------------------------------------------- | --------- |
| Brasilien (PMB)              | Gold                                                                   | 100.000   |
| Kanada (MC)                  | Gold                                                                   | 50.000    |
| Neuseeland (RMNZ)            | Platin                                                                 | 15.000    |
| Schweden (IFPI)              | Gold                                                                   | 50.000    |
| Vereinigte Staaten (RIAA)    | Platin                                                                 | 1.000.000 |
| Vereinigtes Königreich (BPI) | Silber                                                                 | 60.000    |
| Insgesamt                    | 1× Silber · 4× Gold · 1× Platin ·                                      | 1.267.500 |

### Hot Shot
| Land/Region                  | Auszeichnungen für Musikverkäufe (Land/Region, Auszeichnung, Verkäufe) | Verkäufe  |
| ---------------------------- | ---------------------------------------------------------------------- | --------- |
| Australien (ARIA)            | 3× Platin                                                              | 210.000   |
| Belgien (BRMA)               | Gold                                                                   | (25.000)  |
| Dänemark (IFPI)              | Gold                                                                   | (25.000)  |
| Deutschland (BVMI)           | Platin                                                                 | (300.000) |
| Europa (IFPI)                | 2× Platin                                                              | 2.000.000 |
| Frankreich (SNEP)            | Gold                                                                   | (100.000) |
| Kanada (MC)                  | 7× Platin                                                              | 700.000   |
| Mexiko (AMPROFON)            | Gold                                                                   | 75.000    |
| Neuseeland (RMNZ)            | 4× Platin                                                              | 60.000    |
| Niederlande (NVPI)           | Platin                                                                 | (80.000)  |
| Norwegen (IFPI)              | Gold                                                                   | (20.000)  |
| Österreich (IFPI)            | Gold                                                                   | (25.000)  |
| Schweden (IFPI)              | Gold                                                                   | (40.000)  |
| Schweiz (IFPI)               | Platin                                                                 | (40.000)  |
| Spanien (Promusicae)         | Gold                                                                   | (50.000)  |
| Vereinigte Staaten (RIAA)    | 6× Platin                                                              | 6.000.000 |
| Vereinigtes Königreich (BPI) | 3× Platin                                                              | (900.000) |
| Insgesamt                    | 8× Gold · 28× Platin ·                                                 | 9.045.000 |

### Mr. Lover Lover – The Best of Shaggy … Part 1
| Land/Region                  | Auszeichnungen für Musikverkäufe (Land/Region, Auszeichnung, Verkäufe) | Verkäufe |
| ---------------------------- | ---------------------------------------------------------------------- | -------- |
| Vereinigtes Königreich (BPI) | Silber                                                                 | 60.000   |
| Insgesamt                    | 1× Silber ·                                                            | 60.000   |

### Lucky Day
| Land/Region               | Auszeichnungen für Musikverkäufe (Land/Region, Auszeichnung, Verkäufe) | Verkäufe |
| ------------------------- | ---------------------------------------------------------------------- | -------- |
| Kanada (MC)               | Platin                                                                 | 100.000  |
| Vereinigte Staaten (RIAA) | Gold                                                                   | 500.000  |
| Insgesamt                 | 1× Gold · 1× Platin ·                                                  | 600.000  |

### Best of Shaggy: The Boombastic Collection
| Land/Region                  | Auszeichnungen für Musikverkäufe (Land/Region, Auszeichnung, Verkäufe) | Verkäufe |
| ---------------------------- | ---------------------------------------------------------------------- | -------- |
| Vereinigtes Königreich (BPI) | Gold                                                                   | 100.000  |
| Insgesamt                    | 1× Gold ·                                                              | 100.000  |

### 44/876
| Land/Region       | Auszeichnungen für Musikverkäufe (Land/Region, Auszeichnung, Verkäufe) | Verkäufe |
| ----------------- | ---------------------------------------------------------------------- | -------- |
| Frankreich (SNEP) | Gold                                                                   | 50.000   |
| Polen (ZPAV)      | Gold                                                                   | 10.000   |
| Insgesamt         | 2× Gold ·                                                              | 60.000   |

## Auszeichnungen nach Singles

### Oh Carolina
| Land/Region                  | Auszeichnungen für Musikverkäufe (Land/Region, Auszeichnung, Verkäufe) | Verkäufe |
| ---------------------------- | ---------------------------------------------------------------------- | -------- |
| Australien (ARIA)            | Gold                                                                   | 35.000   |
| Deutschland (BVMI)           | Gold                                                                   | 250.000  |
| Neuseeland (RMNZ)            | Gold                                                                   | 5.000    |
| Vereinigtes Königreich (BPI) | Gold                                                                   | 400.000  |
| Insgesamt                    | 4× Gold ·                                                              | 690.000  |

### Soon Be Done
| Land/Region       | Auszeichnungen für Musikverkäufe (Land/Region, Auszeichnung, Verkäufe) | Verkäufe |
| ----------------- | ---------------------------------------------------------------------- | -------- |
| Neuseeland (RMNZ) | Gold                                                                   | 5.000    |
| Insgesamt         | 1× Gold ·                                                              | 5.000    |

### In the Summertime
| Land/Region                  | Auszeichnungen für Musikverkäufe (Land/Region, Auszeichnung, Verkäufe) | Verkäufe |
| ---------------------------- | ---------------------------------------------------------------------- | -------- |
| Neuseeland (RMNZ)            | Gold                                                                   | 5.000    |
| Vereinigtes Königreich (BPI) | Silber                                                                 | 214.000  |
| Insgesamt                    | 1× Silber · 1× Gold ·                                                  | 219.000  |

### Boombastic
| Land/Region                  | Auszeichnungen für Musikverkäufe (Land/Region, Auszeichnung, Verkäufe) | Verkäufe  |
| ---------------------------- | ---------------------------------------------------------------------- | --------- |
| Australien (ARIA)            | Platin                                                                 | 70.000    |
| Deutschland (BVMI)           | Gold                                                                   | 250.000   |
| Frankreich (SNEP)            | Silber                                                                 | 125.000   |
| Neuseeland (RMNZ)            | Platin                                                                 | 10.000    |
| Norwegen (IFPI)              | Platin                                                                 | 20.000    |
| Österreich (IFPI)            | Gold                                                                   | 25.000    |
| Vereinigte Staaten (RIAA)    | Platin                                                                 | 1.000.000 |
| Vereinigtes Königreich (BPI) | Platin                                                                 | 600.000   |
| Insgesamt                    | 1× Silber · 2× Gold · 5× Platin ·                                      | 2.100.000 |

### That Girl
| Land/Region       | Auszeichnungen für Musikverkäufe (Land/Region, Auszeichnung, Verkäufe) | Verkäufe |
| ----------------- | ---------------------------------------------------------------------- | -------- |
| Australien (ARIA) | Gold                                                                   | 35.000   |
| Neuseeland (RMNZ) | Platin                                                                 | 10.000   |
| Insgesamt         | 1× Gold · 1× Platin ·                                                  | 45.000   |

### Piece of My Heart
| Land/Region       | Auszeichnungen für Musikverkäufe (Land/Region, Auszeichnung, Verkäufe) | Verkäufe |
| ----------------- | ---------------------------------------------------------------------- | -------- |
| Neuseeland (RMNZ) | Gold                                                                   | 5.000    |
| Insgesamt         | 1× Gold ·                                                              | 5.000    |

### Luv Me, Luv Me
| Land/Region       | Auszeichnungen für Musikverkäufe (Land/Region, Auszeichnung, Verkäufe) | Verkäufe |
| ----------------- | ---------------------------------------------------------------------- | -------- |
| Australien (ARIA) | Gold                                                                   | 35.000   |
| Insgesamt         | 1× Gold ·                                                              | 35.000   |

### It Wasn’t Me
| Land/Region                  | Auszeichnungen für Musikverkäufe (Land/Region, Auszeichnung, Verkäufe) | Verkäufe  |
| ---------------------------- | ---------------------------------------------------------------------- | --------- |
| Australien (ARIA)            | 3× Platin                                                              | 210.000   |
| Belgien (BRMA)               | Platin                                                                 | 50.000    |
| Dänemark (IFPI)              | Platin (2001) · + Platin (2023)                                        | 110.000   |
| Deutschland (BVMI)           | Platin                                                                 | 600.000   |
| Frankreich (SNEP)            | Platin                                                                 | 500.000   |
| Italien (FIMI)               | Gold                                                                   | 25.000    |
| Neuseeland (RMNZ)            | 6× Platin                                                              | 180.000   |
| Niederlande (NVPI)           | Platin                                                                 | 60.000    |
| Norwegen (IFPI)              | Platin                                                                 | 20.000    |
| Österreich (IFPI)            | Gold                                                                   | 20.000    |
| Schweden (IFPI)              | Platin                                                                 | 30.000    |
| Schweiz (IFPI)               | Gold                                                                   | 20.000    |
| Vereinigtes Königreich (BPI) | 4× Platin                                                              | 2.400.000 |
| Insgesamt                    | 3× Gold · 21× Platin ·                                                 | 4.225.000 |

### Angel
| Land/Region                  | Auszeichnungen für Musikverkäufe (Land/Region, Auszeichnung, Verkäufe) | Verkäufe  |
| ---------------------------- | ---------------------------------------------------------------------- | --------- |
| Australien (ARIA)            | 3× Platin                                                              | 210.000   |
| Belgien (BRMA)               | Platin                                                                 | 50.000    |
| Dänemark (IFPI)              | Platin (Physisch) · + Gold (Digital)                                   | 65.000    |
| Deutschland (BVMI)           | Platin                                                                 | 600.000   |
| Frankreich (SNEP)            | Silber                                                                 | 125.000   |
| Neuseeland (RMNZ)            | 3× Platin                                                              | 90.000    |
| Niederlande (NVPI)           | Platin                                                                 | 60.000    |
| Norwegen (IFPI)              | Platin                                                                 | 20.000    |
| Österreich (IFPI)            | Platin                                                                 | 40.000    |
| Schweden (IFPI)              | 2× Platin                                                              | 60.000    |
| Schweiz (IFPI)               | Platin                                                                 | 40.000    |
| Vereinigtes Königreich (BPI) | Platin                                                                 | 600.000   |
| Insgesamt                    | 1× Silber · 1× Gold · 16× Platin ·                                     | 1.960.000 |

### Me Julie
| Land/Region                  | Auszeichnungen für Musikverkäufe (Land/Region, Auszeichnung, Verkäufe) | Verkäufe |
| ---------------------------- | ---------------------------------------------------------------------- | -------- |
| Australien (ARIA)            | Gold                                                                   | 35.000   |
| Vereinigtes Königreich (BPI) | Silber                                                                 | 200.000  |
| Insgesamt                    | 1× Silber · 1× Gold ·                                                  | 235.000  |

### Hey Sexy Lady
| Land/Region       | Auszeichnungen für Musikverkäufe (Land/Region, Auszeichnung, Verkäufe) | Verkäufe |
| ----------------- | ---------------------------------------------------------------------- | -------- |
| Australien (ARIA) | Platin                                                                 | 70.000   |
| Belgien (BRMA)    | Gold                                                                   | 25.000   |
| Kanada (MC)       | Platin                                                                 | 10.000   |
| Neuseeland (RMNZ) | Gold                                                                   | 15.000   |
| Insgesamt         | 2× Gold · 2× Platin ·                                                  | 120.000  |

### Strength of a Woman
| Land/Region | Auszeichnungen für Musikverkäufe (Land/Region, Auszeichnung, Verkäufe) | Verkäufe |
| ----------- | ---------------------------------------------------------------------- | -------- |
| Kanada (MC) | Gold                                                                   | 5.000    |
| Insgesamt   | 1× Gold ·                                                              | 5.000    |

### Fly High
| Land/Region       | Auszeichnungen für Musikverkäufe (Land/Region, Auszeichnung, Verkäufe) | Verkäufe |
| ----------------- | ---------------------------------------------------------------------- | -------- |
| Österreich (IFPI) | Platin                                                                 | 30.000   |
| Insgesamt         | 1× Platin ·                                                            | 30.000   |

### I Need Your Love
| Land/Region                  | Auszeichnungen für Musikverkäufe (Land/Region, Auszeichnung, Verkäufe) | Verkäufe |
| ---------------------------- | ---------------------------------------------------------------------- | -------- |
| Kanada (MC)                  | Gold                                                                   | 40.000   |
| Spanien (Promusicae)         | Gold                                                                   | 20.000   |
| Vereinigte Staaten (RIAA)    | Gold                                                                   | 500.000  |
| Vereinigtes Königreich (BPI) | Silber                                                                 | 200.000  |
| Insgesamt                    | 1× Silber · 3× Gold ·                                                  | 760.000  |

### Sunset
| Land/Region               | Auszeichnungen für Musikverkäufe (Land/Region, Auszeichnung, Verkäufe) | Verkäufe |
| ------------------------- | ---------------------------------------------------------------------- | -------- |
| Mexiko (AMPROFON)         | Platin                                                                 | 60.000   |
| Vereinigte Staaten (RIAA) | 4× Platin                                                              | 240.000  |
| Insgesamt                 | 5× Platin ·                                                            | 300.000  |

### Bailame
| Land/Region               | Auszeichnungen für Musikverkäufe (Land/Region, Auszeichnung, Verkäufe) | Verkäufe |
| ------------------------- | ---------------------------------------------------------------------- | -------- |
| Vereinigte Staaten (RIAA) | Gold                                                                   | 30.000   |
| Insgesamt                 | 1× Gold ·                                                              | 30.000   |

### I’m Not Rich
| Land/Region  | Auszeichnungen für Musikverkäufe (Land/Region, Auszeichnung, Verkäufe) | Verkäufe |
| ------------ | ---------------------------------------------------------------------- | -------- |
| Polen (ZPAV) | Gold                                                                   | 25.000   |
| Insgesamt    | 1× Gold ·                                                              | 25.000   |

### Don’t You Need Somebody
| Land/Region     | Auszeichnungen für Musikverkäufe (Land/Region, Auszeichnung, Verkäufe) | Verkäufe |
| --------------- | ---------------------------------------------------------------------- | -------- |
| Schweden (IFPI) | 3× Platin                                                              | 120.000  |
| Schweiz (IFPI)  | Gold                                                                   | 10.000   |
| Insgesamt       | 1× Gold · 3× Platin ·                                                  | 130.000  |

### Lumbra
| Land/Region               | Auszeichnungen für Musikverkäufe (Land/Region, Auszeichnung, Verkäufe) | Verkäufe |
| ------------------------- | ---------------------------------------------------------------------- | -------- |
| Italien (FIMI)            | Gold                                                                   | 25.000   |
| Spanien (Promusicae)      | 3× Platin                                                              | 120.000  |
| Vereinigte Staaten (RIAA) | Platin                                                                 | 60.000   |
| Insgesamt                 | 1× Gold · 4× Platin ·                                                  | 205.000  |

### Tu Pum Pum
| Land/Region               | Auszeichnungen für Musikverkäufe (Land/Region, Auszeichnung, Verkäufe) | Verkäufe |
| ------------------------- | ---------------------------------------------------------------------- | -------- |
| Vereinigte Staaten (RIAA) | Gold                                                                   | 30.000   |
| Insgesamt                 | 1× Gold ·                                                              | 30.000   |

### Banana
| Land/Region          | Auszeichnungen für Musikverkäufe (Land/Region, Auszeichnung, Verkäufe) | Verkäufe |
| -------------------- | ---------------------------------------------------------------------- | -------- |
| Belgien (BRMA)       | Gold                                                                   | 20.000   |
| Brasilien (PMB)      | 2× Platin                                                              | 80.000   |
| Frankreich (SNEP)    | Gold                                                                   | 100.000  |
| Italien (FIMI)       | Gold                                                                   | 35.000   |
| Kanada (MC)          | Platin                                                                 | 80.000   |
| Niederlande (NVPI)   | Gold                                                                   | 40.000   |
| Norwegen (IFPI)      | Gold                                                                   | 30.000   |
| Polen (ZPAV)         | Gold                                                                   | 25.000   |
| Schweden (IFPI)      | Gold                                                                   | 40.000   |
| Spanien (Promusicae) | Gold                                                                   | 20.000   |
| Insgesamt            | 8× Gold · 3× Platin ·                                                  | 470.000  |

### Early in the Morning
| Land/Region  | Auszeichnungen für Musikverkäufe (Land/Region, Auszeichnung, Verkäufe) | Verkäufe |
| ------------ | ---------------------------------------------------------------------- | -------- |
| Polen (ZPAV) | Platin                                                                 | 50.000   |
| Insgesamt    | 1× Platin ·                                                            | 50.000   |

### Go Down Deh
| Land/Region       | Auszeichnungen für Musikverkäufe (Land/Region, Auszeichnung, Verkäufe) | Verkäufe |
| ----------------- | ---------------------------------------------------------------------- | -------- |
| Frankreich (SNEP) | Gold                                                                   | 100.000  |
| Kanada (MC)       | Platin                                                                 | 80.000   |
| Polen (ZPAV)      | Platin                                                                 | 50.000   |
| Insgesamt         | 1× Gold · 2× Platin ·                                                  | 230.000  |

## Auszeichnungen nach Autorenbeteiligungen

### Strip That Down (Liam Payne)
| Land/Region                  | Auszeichnungen für Musikverkäufe (Land/Region, Auszeichnung, Verkäufe) | Verkäufe  |
| ---------------------------- | ---------------------------------------------------------------------- | --------- |
| Australien (ARIA)            | 5× Platin                                                              | 350.000   |
| Belgien (BRMA)               | Gold                                                                   | 15.000    |
| Brasilien (PMB)              | 2× Platin                                                              | 80.000    |
| Dänemark (IFPI)              | Platin                                                                 | 90.000    |
| Deutschland (BVMI)           | Platin                                                                 | 400.000   |
| Frankreich (SNEP)            | Gold                                                                   | 66.666    |
| Irland (IRMA)                | 2× Platin                                                              | 30.000    |
| Italien (FIMI)               | Platin                                                                 | 50.000    |
| Kanada (MC)                  | 7× Platin                                                              | 560.000   |
| Neuseeland (RMNZ)            | Platin                                                                 | 30.000    |
| Portugal (AFP)               | Platin                                                                 | 10.000    |
| Schweden (IFPI)              | Platin                                                                 | 40.000    |
| Vereinigte Staaten (RIAA)    | 3× Platin                                                              | 3.000.000 |
| Vereinigtes Königreich (BPI) | 2× Platin                                                              | 1.200.000 |
| Insgesamt                    | 2× Gold · 27× Platin ·                                                 | 5.921.666 |

## Statistik und Quellen
| Land/RegionAuszeichnungen für Musikverkäufe (Land/Region, Auszeichnungen, Verkäufe, Quellen) | Silber     | Gold       | Platin         | Verkäufe    | Quellen                                                     |
| -------------------------------------------------------------------------------------------- | ---------- | ---------- | -------------- | ----------- | ----------------------------------------------------------- |
| Australien (ARIA)                                                                            | —          | 4× Gold4   | 16× Platin16   | 1.260.000   | aria.com.au                                                 |
| Belgien (BRMA)                                                                               | —          | 4× Gold4   | 2× Platin2     | 185.000     | ultratop.be                                                 |
| Brasilien (PMB)                                                                              | —          | Gold1      | 4× Platin4     | 260.000     | pro-musicabr.org.br                                         |
| Dänemark (IFPI)                                                                              | —          | 2× Gold2   | 4× Platin4     | 290.000     | ifpi.dk                                                     |
| Deutschland (BVMI)                                                                           | —          | 2× Gold2   | 4× Platin4     | 2.400.000   | musikindustrie.de                                           |
| Europa (IFPI)                                                                                | —          | —          | 2× Platin2     | (2.000.000) | ifpi.org (Memento vom 15. Oktober 2013 im Internet Archive) |
| Frankreich (SNEP)                                                                            | 2× Silber2 | 5× Gold5   | Platin1        | 1.166.666   | infodisc.fr snepmusique.com                                 |
| Irland (IRMA)                                                                                | —          | —          | 2× Platin2     | 30.000      | Einzelnachweise                                             |
| Italien (FIMI)                                                                               | —          | 3× Gold3   | Platin1        | 135.000     | fimi.it                                                     |
| Kanada (MC)                                                                                  | —          | 3× Gold3   | 18× Platin18   | 1.625.000   | musiccanada.com                                             |
| Mexiko (AMPROFON)                                                                            | —          | Gold1      | Platin1        | 135.000     | amprofon.com.mx                                             |
| Neuseeland (RMNZ)                                                                            | —          | 5× Gold5   | 17× Platin17   | 430.000     | aotearoamusiccharts.co.nz NZ2                               |
| Niederlande (NVPI)                                                                           | —          | Gold1      | 3× Platin3     | 240.000     | nvpi.nl                                                     |
| Norwegen (IFPI)                                                                              | —          | 2× Gold2   | 3× Platin3     | 110.000     | ifpi.no NO2                                                 |
| Österreich (IFPI)                                                                            | —          | 3× Gold3   | 2× Platin2     | 140.000     | ifpi.at                                                     |
| Polen (ZPAV)                                                                                 | —          | 3× Gold3   | 2× Platin2     | 160.000     | olis.pl                                                     |
| Portugal (AFP)                                                                               | —          | —          | Platin1        | 10.000      | Einzelnachweise                                             |
| Schweden (IFPI)                                                                              | —          | 3× Gold3   | 7× Platin7     | 380.000     | sverigetopplistan.se                                        |
| Schweiz (IFPI)                                                                               | —          | 2× Gold2   | 2× Platin2     | 110.000     | hitparade.ch                                                |
| Spanien (Promusicae)                                                                         | —          | 3× Gold3   | 3× Platin3     | 210.000     | elportaldemusica.es                                         |
| Vereinigte Staaten (RIAA)                                                                    | —          | 4× Gold4   | 16× Platin16   | 12.360.000  | riaa.com                                                    |
| Vereinigtes Königreich (BPI)                                                                 | 5× Silber5 | 2× Gold2   | 11× Platin11   | 6.934.000   | bpi.co.uk                                                   |
| Insgesamt                                                                                    | 7× Silber7 | 53× Gold53 | 122× Platin122 |             |                                                             |